# Rufus Jones
Rufus Joes, detto Speedy (Charleston, 27 maggio 1936 – Las Vegas, 25 aprile 1990), è stato un batterista di jazz statunitense.

## Biografia
Il primo strumento a cui si è avvicinato  è stata la tromba, per poi passare alla batteria all'età di 13 anni. Ha iniziato a suonare come professionista da giovanissimo, nella Jenkins Orphanage Band, con Lionel Hampton (1954), Henry "Red" Allen e dal 1959 al 1963 con Maynard Ferguson. Ha poi lavorato con la propria band (1963/64), con la quale ha pubblicato un album in cui ha anche scritto diversi brani. La band era formata da Major Holley, Gene Bertoncini, Jaki Byard, Joe Farrell, Seldon Powell e Tommy Turrentine. Jones era allora membro stabile della Count Basie Orchestra (1964-1966) e della Duke Ellington Orchestra. (1966-1970), sulla cui Far East Suite, alla sua prima apparizione con la band, il suo drumming dinamico e potente si è evidenziato appieno. Nel 1967 registrò con Johnny Hodges l'album Triple Play; suonò anche in trio con Duke Ellington al pianoforte e  Joe Benjamin al contrabbasso, apparendo anche nel 1972 nel disco Live at the Whitney, pubblicato da Impulse! Records. Jones suonò inoltre nella band di James Brown.

## Discografia

### Come leader
- 1964: Five on Eight

### Come sideman
Con Count Basie
- 1967: Basie's Beat

Con Duke Ellington
- 1966: Duke Ellington's Far East Suite
- 1968: Latin American Suite
- 1970: Duke Ellington's 70th Birthday Concert

Con Maynard Ferguson
- 1960: Let's Face the Music and Dance
- 1961: Maynard '61
- 1961: Double Exposure  con Chris Connor
- 1961: Two's Company con Chris Connor
- 1961: "Straightaway" Jazz Themes
- 1962: Maynard '62
- 1962: Si! Si! M.F.
- 1962: Maynard '63
- 1962:Message from Maynard
- 1962: Maynard '64
- 1963: The New Sounds of Maynard Ferguson
- 1963: Come Blow Your Horn

Con Al Grey
- 1965: Shades of Grey

Con Woody Herman
- 1966: Woody Herman-Newport

Con Johnny Hodges
- 1967: Triple Play